# Sârbeni
Sârbeni es una comuna ubicada en el distrito de Teleorman, Rumania.

## Superficie
Posee una superficie de 31,30 kilómetros cuadrados.

## Demografía
Hasta 2021 la población era de 1497 habitantes, con una densidad de población de 47,83 habitantes por kilómetro cuadrado.